# Ingrid de Kok
Ingrid de Kok est une écrivaine sud-africaine née en 1951. 

## Biographie
Ingrid de Kok a grandi à Stilfontein, une ville de minière d'or qui s'appelait alors "the Western Transvaal". À l'âge de douze ans ses parents ont déménagé à Johannesbourg. En 1977 elle émigre au Canada où elle vit jusqu'à son retour en Afrique du Sud en 1984. 
Ingrid de Kok travaille à l'université du Cap, elle est professeur associé aux études « hors les murs », et fait partie d'une équipe qui projette et gère le programme d'éducation publique non formel de l'université du Cap. Elle a aussi coordonné des colloques nationaux et des programmes culturels à propos de la Technologie et de la reconstruction et sur l'égalité des opportunités.
Elle a travaillé aussi comme conseillée dans plusieurs cours et programmes d'éducation pour adultes (séminaires d'écriture, forums culturel, et pour les programmes de la Northwestern University et pour l'université de Chicago). Elle a aussi développé les programmes pour les écoles publiques pour le déploiement d'une culture de la lecture. Membre de PEN (South Africa and a Trustee of Buchu Publishing Project), elle a été membre du comité du festival d'art national à Grahamstown, Afrique du Sud, et fait partie aujourd'hui du "National Arts Council Literary Advisory Committee". Elle est présidente de l'association sud africaine pour les études canadiennes. 
Entre 1977 et 2006, les poèmes d'Ingrid ont été publiés dans de nombreux journaux littéraires sud africains dont, Upstream, Sesame, Staffrider, Contrast, New Contrast, New Coin, Carapace. 
Certains poèmes ont paru, traduits en afrikaans, dans de nombreux journaux afrikaners.

## Publications
- Familiar Ground, Ravan Press, Johannesbourg, 1988.
- Transfer, Snailpress, Le Cap, 1997.
- Terrestrial Things, Kwela/Snailpress, Le Cap, 2002.
- Seasonal Fires : Selected and New Poems, Seven Stories Press, NYC, 2006.
- Seasonal Fires : Selected and New Poems, Umuzi, Random House, South Africa, 2006.
- Mappe del corpo, A cura di Paola Splendore, Donzelli Poesia, Rome, 2008.

 À l'occasion de la foire du livre du Cap en 2008, Ingrid de Kok a offert une phrase pour WikiAfrica Littérature, projet de la Fondation lettera27 et qui a été publiée sur une carte postale.